# Вашингтон (Енглеска)
Вашингтон (енгл. Washington) је град у Уједињеном Краљевству у Енглеској. Према процени из 2007. у граду је живело 53.371 становника.

## Становништво
Према процени, у граду је 2008. живело 53.371 становника.
| 1981.  | 1991.  | 2001.  |
| ------ | ------ | ------ |
| 48.856 | 56.848 | 53.388 |

## Партнерски градови
- Варна